# Harald Fuchs Bäckerei – Konditorei
Harald Fuchs Bäckerei – Konditorei e. K. kurz Bäckerei Fuchs ist eine Großbäckerei in Franken (Nordbayern). Sie ist mit 112 Verkaufsfilialen (Stand 2018) in Franken zwischen Schweinfurt, Bayreuth, Fürth und Kronach vertreten.

## Geschichte
1885 meldete der Limburger Bäcker Franz Lediger in Bamberg sein Gewerbe an. 1897 erwarb er im Zinkenwörth 10 den Brückleinsbeck von Bäcker Franz Düring, eine seit dem Jahr 1600 urkundlich belegte Bäckerei, welche später von Franz Ledigers Sohn Peter und dessen Frau Josephina übernommen wurde. In dritter Generation erhielt die Bäckerei durch die Heirat von Gerda Lediger mit dem Bäckermeister Andreas Fuchs ihren jetzigen Namen und wurde ab 1977 in vierter Generation mit seinerzeit fünf Mitarbeitern von Harald und Hyazintha Fuchs immer weiter vergrößert. Im Jahr 1990 verlegte das Unternehmen seinen Betrieb in einen Neubau an der Rodezstraße.

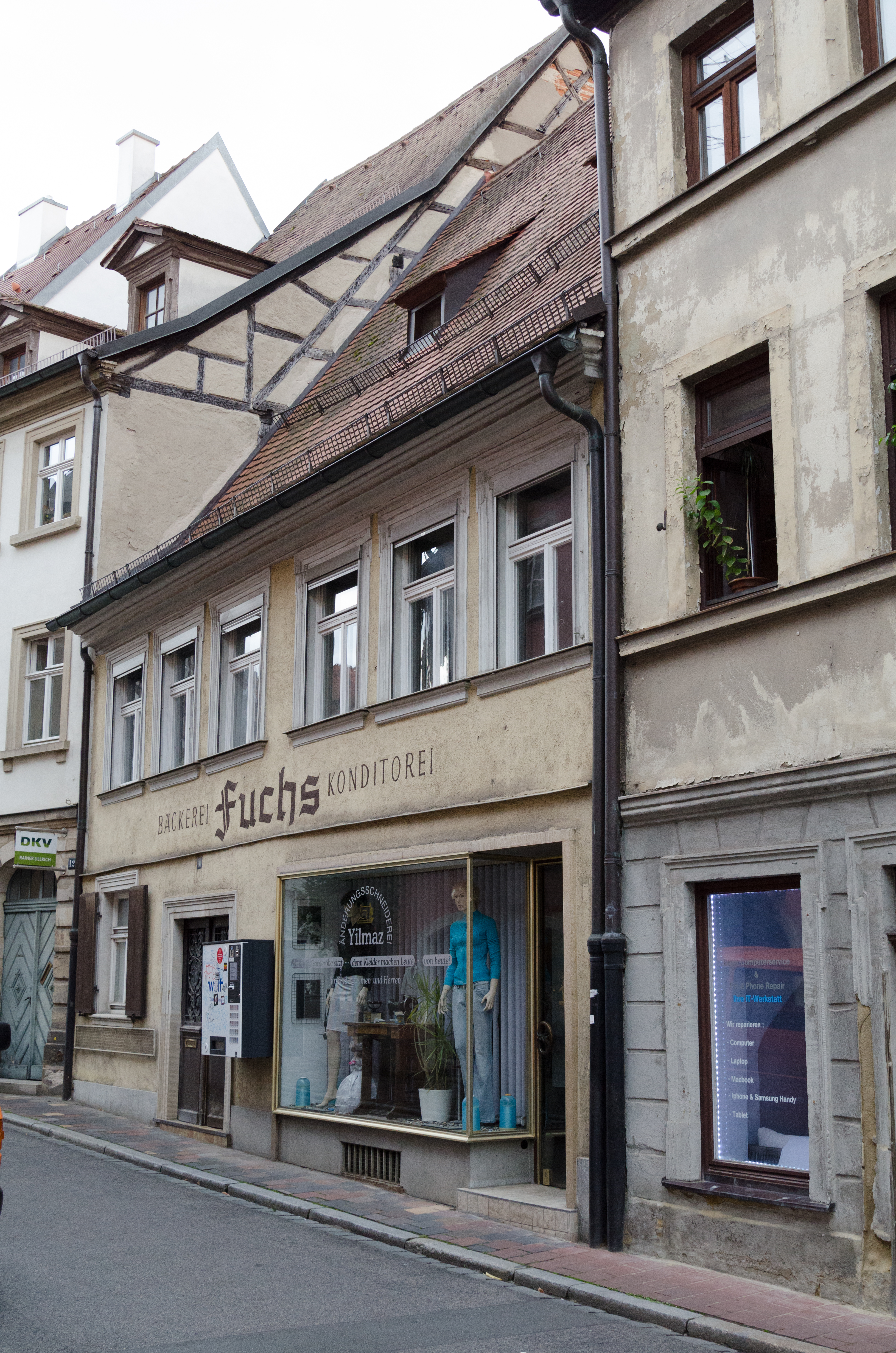
Bäckerei Fuchs Zinkenwörth 10

Das ehemalige Bäckereigebäude im Zinkenwörth 10 aus dem Jahr 1469 mit einem Anbau von 1700 steht heute unter Denkmalschutz und ist Teil des UNESCO-Welterbes Altstadt von Bamberg.

## Unternehmen
Die Harald Fuchs Bäckerei – Konditorei e. K. ist ein Familienunternehmen in vierter Generation. Das Unternehmen betreibt in Bamberg eine Großbäckerei mit Hygiene- und Logistikzentrum und in der Region Franken insgesamt 112 Bäckereifilialen.

### Veranstaltungen
Seit 2003 wird in Bamberg die Fuchs-Gala ausgerichtet. Kennungsgeber und Patron der Varieté-Gala mit Artisten, Comedians, Illusionisten sowie Magiern ist das Unternehmen Bäckerei Fuchs.